# 望城街道 (六安市)
望城街道，是中华人民共和国安徽省六安市金安区下辖的一个乡镇级行政单位。

## 行政区划
望城街道下辖以下地区：
东苑小区社区、安丰社区、望城岗村、十里铺村、大岗头村和大石岗村。